# 扬·克罗斯

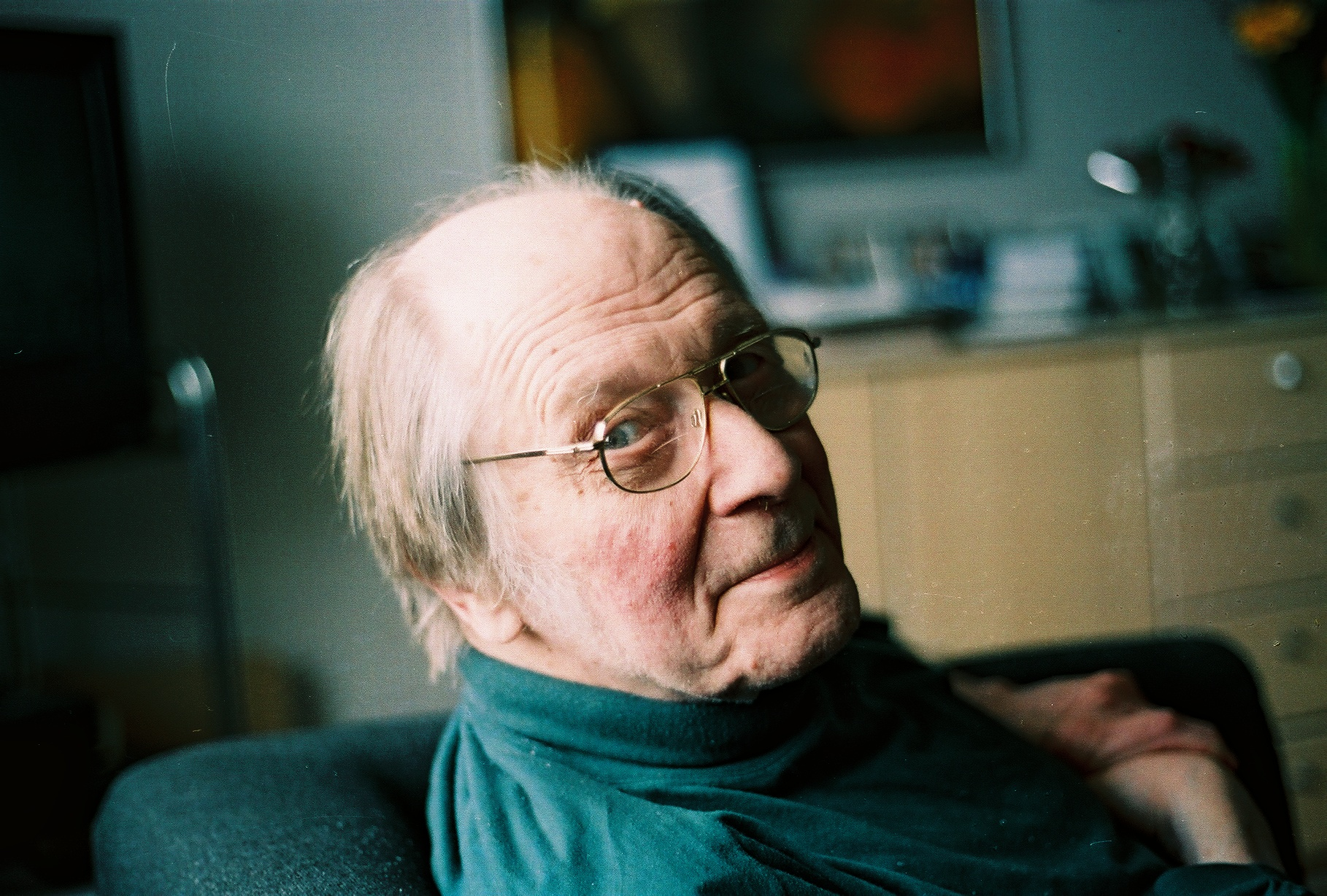
扬·克罗斯

扬·克罗斯（1920年2月19日—2007年12月27日），爱沙尼亚作家、诗人、散文家、翻译，曾获得1997年的赫尔德奖。

## 作品
- 《Kolme katku vahel》（1980年）
- 《Keisri hull》（1978年）
- 《Rakvere romaan》（1982年）
- 《Professor Martensi ärasõit》（1984年）
- 《Vastutuulelaev》（1987年）
- 《Wikmani poisid》（1988年）
- 《Väljakaevamised》（1990年）
- 《Tabamatus》（1993年）
- 《Mesmeri ring》（1995年）
- 《Paigallend》（1998年）
- 《Tahtamaa》（2001年）